# Peter Osvald
Nils Olof Peter Osvald, född 2 mars 1939, är en svensk diplomat. Osvald var Sveriges FN-ambassadör mellan 1992 och 1997 och efterträddes av Hans Dahlgren. Osvald anställdes på UD 1965 och har tjänstgjort bland annat i Rabat i Marocko, Warszawa och vid svenska FN-representationen i New York. År 1988 utsågs han till ambassadör, först i Harare, Zimbabwe 1988-90, sedan vid FN och slutligen i Dublin 1997-02. Han var utrikesråd och chef för UD:s politiska avdelning från 1990 till 1992.
Osvald är utbildad reservofficer i flottan. Han avlade sjöofficersexamen 29 september 1962 och befordrades till kapten den 1 juli 1972.